# Рот

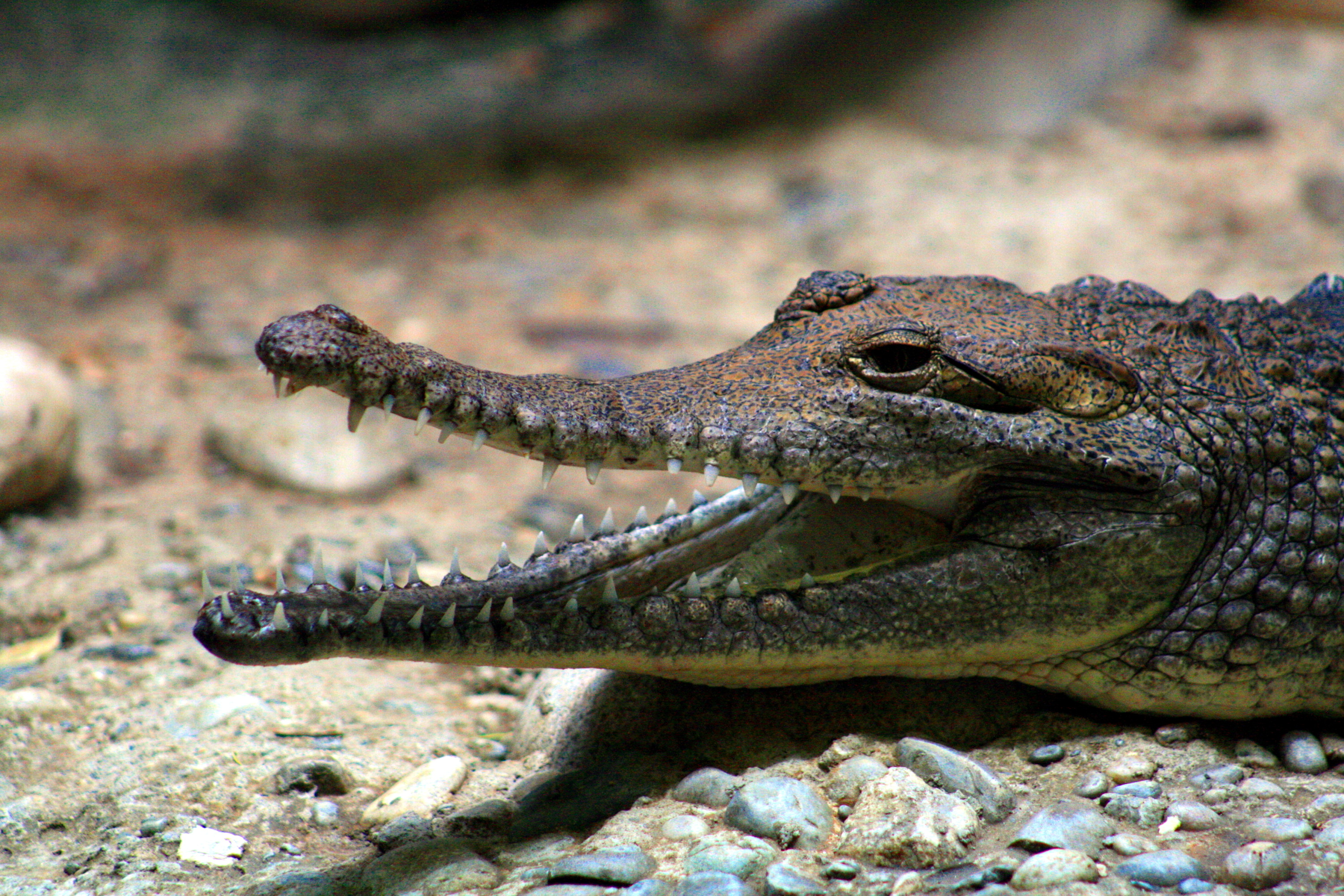
Пасть австралийского узкорылого крокодила

Рот, ротовая полость (лат. cavum oris), пасть — в анатомии животных отверстие, через которое многие животные принимают пищу и издают звуки (о ротовой системе человека см. статью Ротовая полость). За внешним отверстием расположена полость, лежащая в верхнем конце желудочно-кишечного тракта, ограниченная снаружи губами, а внутри глоткой и содержащая у высших позвоночных язык и зубы. Эта полость также известна как щёчная полость, от латинского bucca («щека»). Внешне рот может иметь различную форму. У человека он обрамлён губами, у птиц он имеет форму клюва. Рот принимает участие не только в процессах пищеварительного характера, но и в процессе дыхания. Ротовые движения осуществляются за счёт мускулатуры, которая позволяет осуществлять все важные функции ротовой полости.
Некоторые типы животных, в том числе позвоночные, имеют полноценную пищеварительную систему со ртом на одном конце и задним проходом на другом. Появление рта на зародышевом этапе развития организма является критерием, используемым для подразделения животных на первичноротых и вторичноротых.

## Появление рта в ходе развития организма

Формирование рта и ануса у первичноротных (вверху) и вторичноротных (внизу)

У первых многоклеточных животных, вероятно, не было рта или кишечника, и частицы пищи поглощались клетками с внешней поверхности тела с помощью процесса, известного как эндоцитоз. Частицы пищи помещались в вакуоли, в которые секретировались ферменты и происходило внутриклеточное пищеварение. Продукты пищеварения всасывались в цитоплазму и диффундировали в другие клетки. Эта форма пищеварения в настоящее время используется простейшими, такими как амёбы и парамеции, а также губками, которые, несмотря на большой размер, не имеют рта или кишок и захватывают пищу посредством эндоцитоза.
Подавляющее большинство других многоклеточных организмов имеют рот и кишки, слизистая оболочка которых соединена с эпителиальными клетками на поверхности тела. У некоторых животных, которые первоначально были паразитами, имелись кишки, но они были утрачены в процессе эволюции. Первоначальная кишка многоклеточных организмов, вероятно, состояла из простого мешка с одним отверстием — рта. У многих современных беспозвоночных пища попадает в организм через рот, частично расщепляется энзимами, выделяемыми в кишечнике, и образующиеся частицы поглощаются другими клетками в кишечнике. Неперевариваемые отходы при этом выбрасываются через рот.
У животных с организмом такого уровня сложности, как у дождевого червя, у эмбриона в случае, если гаструляция осуществляется путём инвагинации, формируется гастроцель — первичная кишка, которая в дальнейшем становится полостью дефинитивного кишечника. У вторичноротых бластопор становится задним проходом, в то время как кишка в конце концов создаёт ещё одно отверстие, которое образует рот. Ранее считалось, что у первичноротых бластопор формирует рот, в то время как задний проход формируется позже как отверстие на другом конце кишки. Более поздние исследования, однако, показывают, что у первичноротых края щелевидного бластопора закрываются посередине, оставляя отверстия на обоих концах, которые становятся ртом и задним проходом соответственно.

## Анатомия рта у различных типов животных

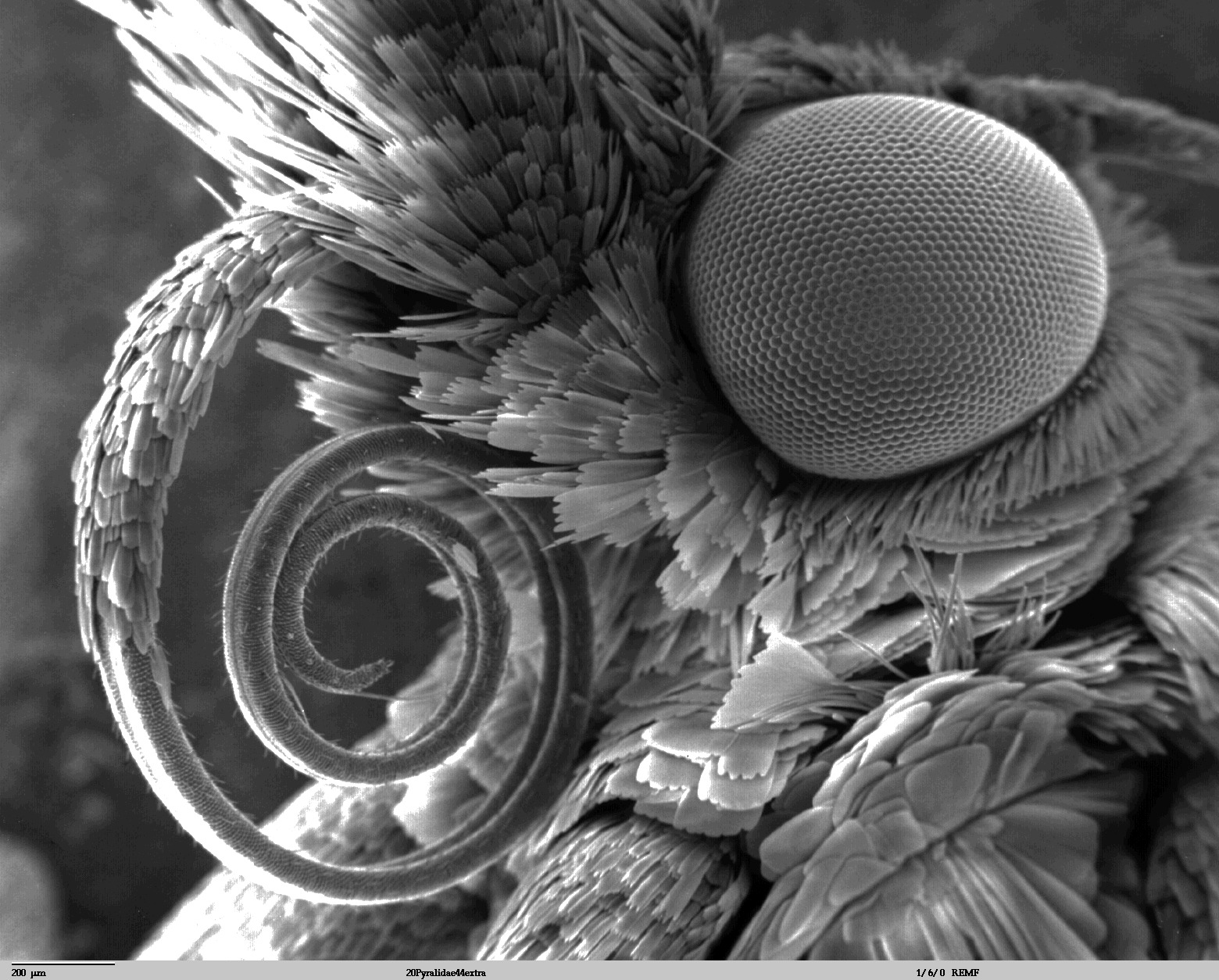
Язык бабочки

### Беспозвоночные
Помимо губок и пластинчатых, почти у всех животных имеется внутренняя полость кишечника, которая выстлана желудочными клетками. У менее развитых беспозвоночных, таких как актинии, рот также действует как задний проход. Круглые мышцы, расположенные вокруг рта, могут расслабиться или сжаться, чтобы его открыть или закрыть. Край щупалец проталкивает пищу в полость, которая может быть раскрыта достаточно широко, чтобы вместить крупные фрагменты пищи. Пища проходит сначала в глотку, а пищеварение происходит внеклеточно в гастроваскулярной системе. У кольчатых червей наличие ануса позволяет отделить переваривание пищи от поглощения питательных веществ. Многие моллюски имеют радулу, или тёрку, которая используется для удаления микроскопических частиц с поверхностей. У беспозвоночных с твердым экзоскелетом функцию рта в питании могут выполнять различные органы. Например, у насекомых есть ряд органов, выполняющих соответствующие функции, которые включают в себя нижние челюсти, верхние челюсти и губы и могут быть превращены в подходящие инструменты для жевания, разрезания, сверления, обтирания и сосания. Десятиногие ракообразные имеют шесть пар ротовых придатков, пару мандибул, две пары челюстей и три клешни. Морские ежи имеют пятигранную пирамиду вершиной вниз, которая используется в качестве челюстей и известна как Аристотелев фонарь.

### Позвоночные
У позвоночных первая часть пищеварительной системы — ротовая полость, обычно известная как рот. У рыб буккальная полость отделена от глазной полости жабрами. Вода течёт через рот рыбы, проходит через жабры и выходит через жаберные крышки или жаберные щели. Почти у всех рыб есть челюсти, которые могут захватывать пищу, но большинство рыб питаются, раскрывая рот, расширяя глотку и всасывая пищевые продукты. Пищу при этом рыбы держат или жуют зубами, расположенными в челюстях, на верху рта, глотке или на жаберных дугах.

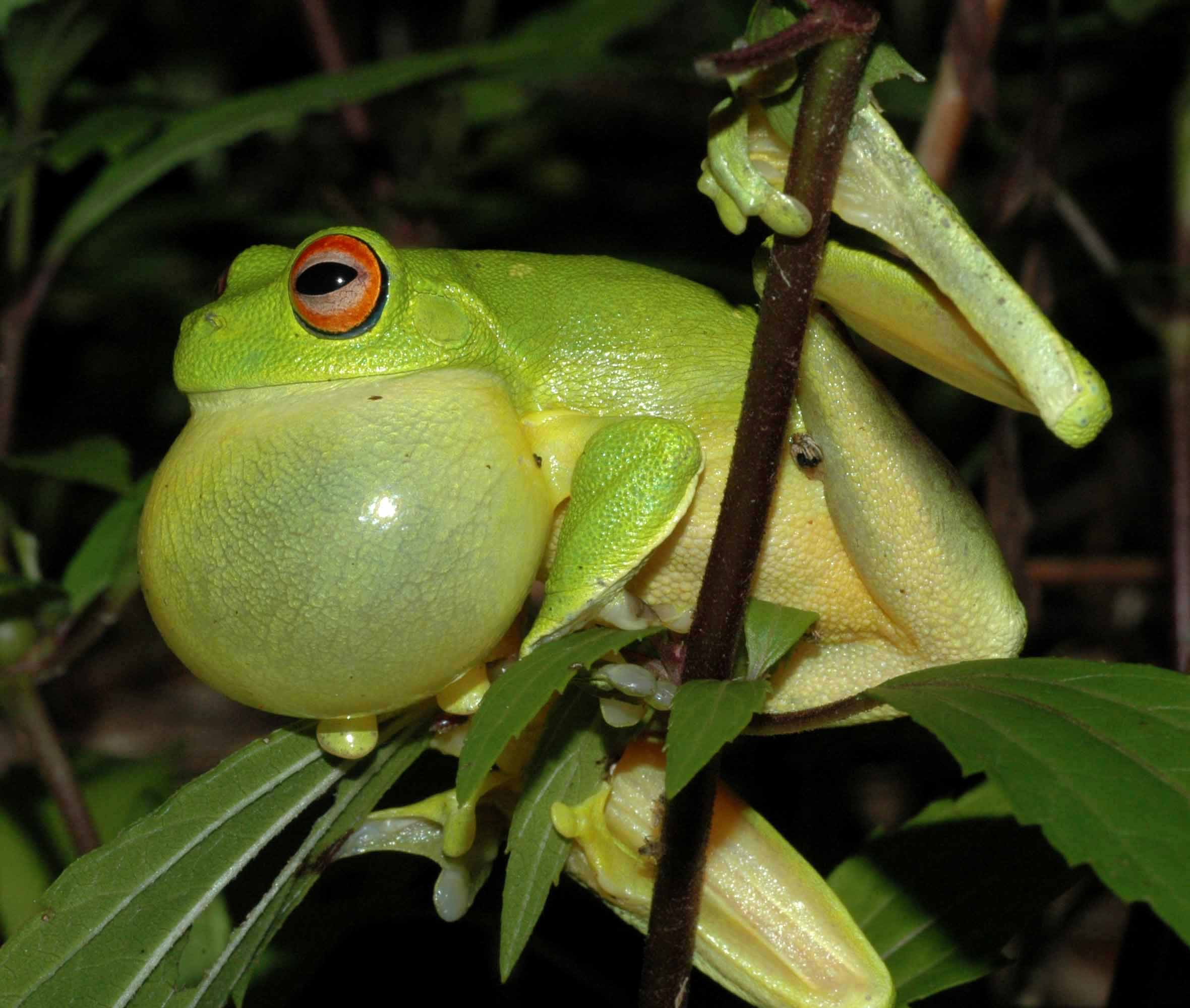
Кваканье красноглазой литории

Почти все амфибии во взрослом состоянии являются плотоядными. Многие из них ловят свою добычу, высовывая удлинённый язык с липким кончиком и втягивая его обратно в рот, где они держат добычу своими челюстями. Затем они проглатывают пищу целиком, не разжевывая. Как правило, они имеют множество мелких зубов, основания которых прикреплены к челюстям, а острия периодически отламываются и заменяются. У большинства земноводных один или два ряда зубов в обеих челюстях, но у некоторых лягушек нет зубов в нижней челюсти. У многих амфибий также есть зубцы на лицевой кости, прикреплённые к кости в верхней части рта.
Рты рептилий во многом сходны со ртами млекопитающих. Крокодилы — единственные рептилии, у которых зубы закреплены в гнездах на челюстях, и они могут заменить каждый из зубов (общее число которых порядка 80) до 50 раз в течение своей жизни. Большинство рептилий являются плотоядными или насекомоядными, исключение составляют травоядные черепахи. Не имея зубов, подходящих для эффективного пережёвывания пищи, черепахи часто имеют желудки с гастролитами для дальнейшего измельчения растительной пищи. Змеи имеют очень гибкую нижнюю челюсть, обе половины которой жёстко не зафиксированы, и множество других суставов в своём черепе. Эти особенности анатомии позволяют змеям открывать рот достаточно широко, чтобы проглотить свою жертву целиком, даже если она шире самого рта.
У птиц нет зубов, вместо этого они используют другие способы захвата и пережёвывания пищи. Клювы птиц имеют различные размеры и формы в зависимости от рациона и состоят из удлиненных челюстей. Верхняя челюсть может иметь назофронтальный шарнир, позволяющий клюву открываться шире, чем это было бы возможно в противном случае. Внешняя поверхность клюва состоит из тонкой роговой оболочки — рамфотеки. Некоторые птицы, питающиеся нектаром, такие как колибри, имеют специально приспособленные язычки для всасывания нектара из цветов.
У млекопитающих ротовая полость обычно имеет твёрдое и мягкое нёбо, покрыта языком и окружена щеками, слюнными железами, верхними и нижними зубами. Верхние зубы встроены в верхнюю, а нижние зубы — в нижнюю челюсть, которая соединяется с височными костями черепа. Губы представляют собой мягкие мясистые складки, которые формируют вход в рот. Ротовая полость через глотку переходит в пищевод.

## Другие функции рта

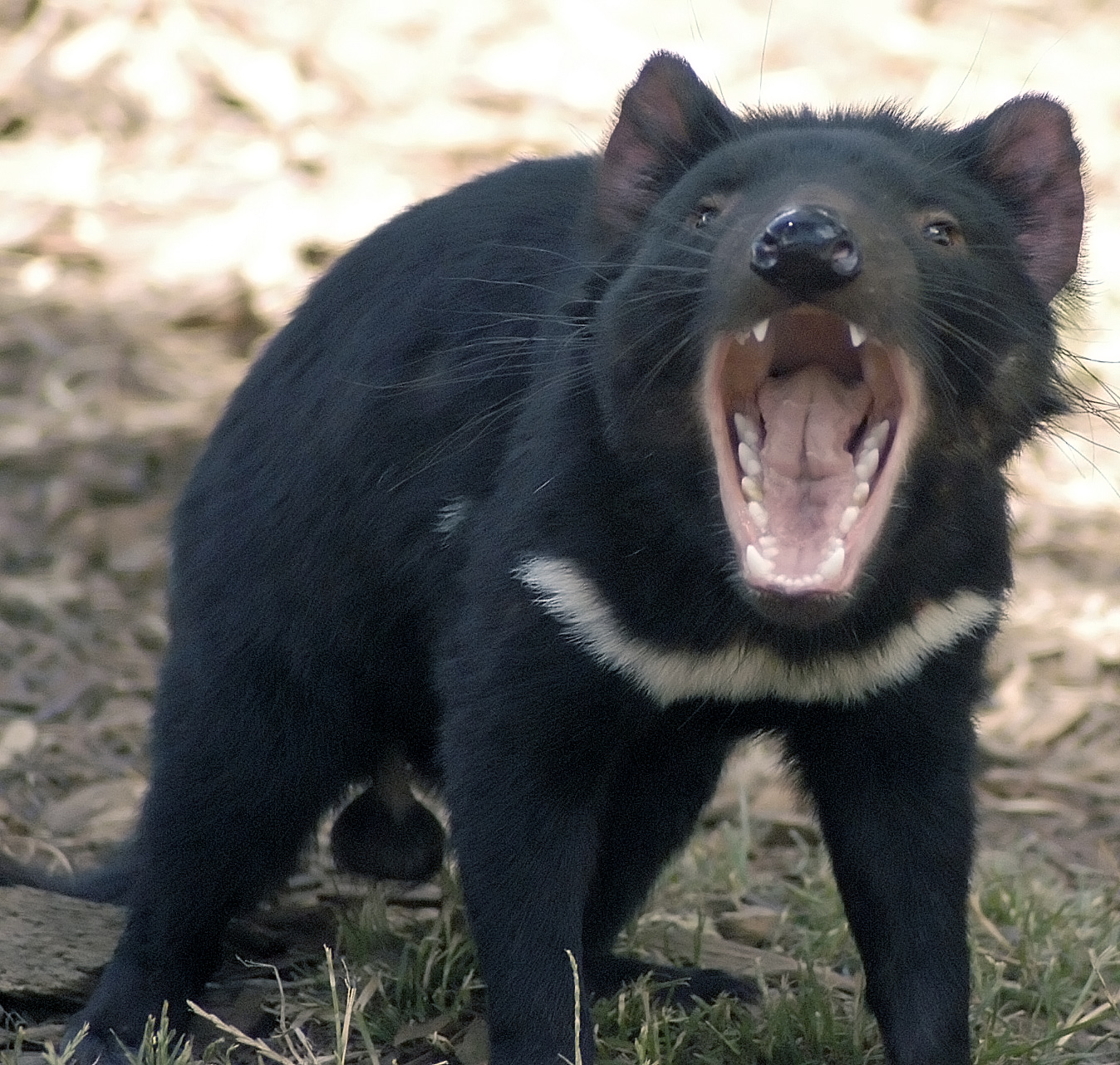
Тасманийский дьявол в защитной позиции

Крокодилы, обитающие в тропиках, могут специально раскрывать рот, чтобы охладить его путём испарения со слизистой оболочки рта. Некоторые млекопитающие используют дыхание через рот для терморегуляции, поскольку это увеличивает испарение воды через влажные поверхности лёгких, языка и рта. Птицы также избегают перегрева путём трепетания зева, взмахивая крыльями возле кожи зева (горла), подобно дыханию млекопитающих.
Некоторые животные используют свой рот для демонстрации угрозы. Они могут широко зевать, выставлять зубы или демонстрировать цвета слизистой оболочки рта. Этот «знак» даёт возможность потенциальному противнику оценить уровень опасности и уменьшает вероятность прямого столкновения.
Многие виды птиц используют раскрытый клюв в качестве проявлениях страха или угрозы. Некоторые птицы усиливают этот эффект шипением или глубоким дыханием, другие — хлопают клювом.
Рот также используется животными как инструмент создания звуков для коммуникации. Чтобы издавать звуки, воздух нужно пропустить из лёгких через голосовые связки в гортани. У людей глотка, мягкое и твёрдое нёбо, альвеолярный отросток, язык, зубы и губы называются артикуляторами и играют свою роль в формировании речи. Изменение положения языка по отношению к другим артикуляторам или движение губ ограничивает воздушный поток из лёгких по-разному, создавая различные звуки. Голосовой аппарат лягушек позволяет усиливать звуки, используя мешочки в области горла. Голосовые мешки лягушки могут надуваться и сдуваться, выступая в качестве резонаторов для передачи звука в окружающую среду. Пение птиц создаётся потоком воздуха над голосовым органом — сиринксом. расположенным у основания трахеи. Для каждой трели птица открывает клюв и снова закрывает его, клюв может немного двигаться и способствовать резонансу.